# Deutschland Cup 2013
24. ročník hokejového turnaje Deutschland Cup se konal od 8. do 10. listopadu 2013 v Mnichově. Vyhrála jej hokejová reprezentace USA.

## Výsledky
| 8. listopadu 2013 16:30 | USA | 3:4 SN (2:0, 1:1, 0:2, 0:0) | Slovensko | Olympia Eishalle, Mnichov Návštěvnost: 4 550 |  |

| Přehled                                                |                                                        |  |                                                                                                 |
| 4:48 Dan Sexton 7:34 Tim Stapleton 34:57 Peter Mueller | 4:48 Dan Sexton 7:34 Tim Stapleton 34:57 Peter Mueller |  | 38:28 Michal Sersen 53:51 Michal Sersen 57:28 Marcel Hossa rozhodující nájezd Branko Rdivojevič |

| 8. listopadu 2013 20:00 | Německo | 2:3 SN (1:0, 0:0, 1:2, 0:0) | Švýcarsko | Olympia Eishalle, Mnichov Návštěvnost: 5 900 |  |

| Přehled                              |                                      |  |                                                                                |
| 15:17 Michael Wolf 52:53 Frank Mauer | 15:17 Michael Wolf 52:53 Frank Mauer |  | 42:38 Michael Liniger 44:39 Julien Sprunger rozhodující nájezd Michael Liniger |

| 9. listopadu 2013 16:15 | Německo | 2:0 (1:0, 1:0, 0:0) | Slovensko | Olympia Eishalle, Mnichov Návštěvnost: 6 000 |  |

| Přehled                             |
| 5:44 Michael Wolf 36:45 Daryl Boyle |

| 9. listopadu 2013 19:45 | Švýcarsko | 4:5 (2:1, 1:1, 1:3) | USA | Olympia Eishalle, Mnichov Návštěvnost: 4 300 |  |

| Přehled                                                                      |                                                                              |  |                                                                                                 |
| 16:30 Juraj Šimek 18:54 Julien Sprunger 23:17 Reto Schäppi 44:53 Juraj Šimek | 16:30 Juraj Šimek 18:54 Julien Sprunger 23:17 Reto Schäppi 44:53 Juraj Šimek |  | 10:50 Jeremy Dehner 25:07 Tim Stapleton 47:46 Clay Wilson 53:03 Tim Stapleton 58:34 Steve Moses |

| 10. listopadu 2013 13:15 | Slovensko | 0:3 (0:1, 0:2, 0:0) | Švýcarsko | Olympia Eishalle, Mnichov Návštěvnost: 4 600 |  |

| Přehled |  |  |                                                            |
|         |  |  | 14:06 Kevin Romy 21:40 Etienne Froidevaux 33:33 Roman Wick |

| 10. listopadu 2013 16:45 | USA | 7:4 (1:2, 4:2, 2:0) | Německo | Olympia Eishalle, Mnichov Návštěvnost: 6 000 |  |

| Přehled | |  |                                                                           |
| 10:14 Jeremy Dehner 21:37 Grant Lewis 23:55 Peter Mueller 34:14 Chad Kolarik 38:53 Peter MacArthur 43:50 Steve Moses 54:14 Phil McRae | 10:14 Jeremy Dehner 21:37 Grant Lewis 23:55 Peter Mueller 34:14 Chad Kolarik 38:53 Peter MacArthur 43:50 Steve Moses 54:14 Phil McRae |  | 0:20 Patrick Hager 3:22 Michael Wolf 21:14 Michael Wolf 25:25 Marcus Kink |

## Konečná tabulka
| Poř. | Tým       | Z | V | VP | PP | P | Skóre | B |
| ---- | --------- | - | - | -- | -- | - | ----- | - |
| 1.   | USA       | 3 | 2 | 0  | 1  | 0 | 15:12 | 7 |
| 2.   | Švýcarsko | 3 | 1 | 1  | 0  | 1 | 10:7  | 5 |
| 3.   | Německo   | 3 | 1 | 0  | 1  | 1 | 8:10  | 4 |
| 4.   | Slovensko | 3 | 0 | 1  | 0  | 2 | 4:8   | 2 |

## Soupisky týmů
1.  USA 

Brankáři: Jeff Frazee, Ryan Zapolski.

Obránci: Dylan Reese, Clay Wilson, Nick Bailen, Gabe Guentzel, Jeremy Dehner, Andy Wozniewski, Grant Lewis.

Útočníci: Nick Palmieri, Chad Kolarik, Steve Moses, Chris Borque, Dan Sexston, Chris Connolly, Ryan Shannon, Tim Stapleton, Phil McRae, Peter MacArthur, Derek Ryan, Peter Mueller.

Trenér: Jack Parker.
2.  Švýcarsko 

Brankáři: Lukas Meili, Daniel Manzato.

Obránci: Alessandro Chiesa, Patrick Geering, Félicien Du Bois, Samuel Guerra, Damonik Schlumpf, Dean Kukan, Romain Loeffel, Anthony Huguenin.

Útočníci: Juraj Šimek, Benjamin Plüss, Roman Wick, Gregory Hofmann, Inti Pestoni, Reto Schäppi, Etienne Froidevaux, Tristan Scherwey, Micahel Liniger, Dino Wieser, Patrik Bärtschi, Julien Sprunger, Kevin Romy, Joel Vermin, Samuel Walser.

Trenéři: Sean Simpson, Markus Studer.
3.  Německo 

Brankáři: Dimitri Pätzold, Danny aus den Birken, Dennis Endras.

Obránci: Denis Reul, Justin Krüger, Daryl Boyle, Peter Lindlbauer, Benedikt Schopper, Bernhard Ebner, Benedikt Kohl, Felix Petermann, Florian Kettemer, Thorsten Ankert.

Útočníci: Michael Wolf, Marcus Kink, Matthias Plachta, Martin Buchwieser, Frank Mauer, Alexander Barta, Yannic Seidenberg, Christoph Ullmann, Patrick Hager, Garret Festerling, Felix Schütz, Alexander Weiss, Ulrich Maurer, Rene Röthke, Daniel Pietta.

Trenéři: Pat Cortina, Niklas Sundblad, Andreas Brockmann.
4.  Slovensko 

Brankáři: Rastislav Staňa, Ján Laco.

Obránci: Marek Ďaloga, Michal Sersen, Ivan Švarný, Tomáš Starosta, René Vydarený, Branislav Mezei, Kristián Kudroč, Peter Mikuš.

Útočníci: Peter Zuzin, Rastislav Špirko, Lukáš Handlovský, Radoslav Tybor, David Skokan, Tomáš Surový, Tomáš Sýkora, Andrej Šťastný, Milan Bartovič, Tomáš Záborský, Juraj Mikúš, Marcel Hossa, Michel Miklík, Branko Radivojevič.

Trenéři: Vladimír Vůjtek, Peter Oremus.